# Incydent w Zarit-Szetula
Incydent w Zarit-Szetula – zamach terrorystyczny przeprowadzony rankiem 12 lipca 2006 roku przez członków Hezbollahu na patrol graniczny Sił Obronnych Izraela na granicy izraelsko-libańskiej w rejonie moszawów Zarit i Szetula na terytorium północnego Izraela.
Terroryści Hezbollahu wystrzelili kilka rakiet na izraelskie miasta, i pod ich osłoną przeniknęli przez granicę libańsko-izraelską. W zastawioną przez nich zasadzkę wpadł patrol izraelskiej straży granicznej. W wymianie ognia zginęło pięciu izraelskich żołnierzy, a dwóch zostało uprowadzonych do niewoli. Kolejnych czterech izraelskich żołnierzy zginęło w nieudanej próbie pościgu i odbicia uprowadzonych. Hezbollah zażądał uwolnienia libańskich więźniów przetrzymywanych przez Izrael w zamian za zwolnienie izraelskich żołnierzy. Izrael odmówił i rozpoczął II wojnę libańską. Operacja została początkowo nazwana przez przywódców Hezbollahu „Wolność dla Samira Kuntara i jego braci”, później nazwę tę zmieniono na operacja „Prawdziwa Obietnica”.

## Okoliczności ataku
Po wojnie libańskiej (1982–1985) Izrael utrzymywał specjalną strefę buforową w południowym Libanie. Za bezpieczeństwo w tej tzw. „strefie bezpieczeństwa” odpowiadała Armia Południowego Libanu. Walczyła ona z ugrupowaniami palestyńskimi i lewicowymi, a następnie z szyickim Hezbollahem i Amalem. Gdy po 18. latach okupacji Izrael zmienił w 2000 roku swoją politykę wobec Libanu, i wycofał Siły Obronne Izraela ze „strefy bezpieczeństwa”, organizacja Hezbollah okrzyknęła to jako swoje wielkie zwycięstwo. Imad Mughniyeh utworzył wówczas wewnątrz tej organizacji odrębny Komitet na rzecz Eliminacji Izraela. Organizacja ta nie uznała sporządzonej przez ONZ „niebieską linię”, która od 2000 roku miała być oficjalną granicą izraelsko-libańską. Hezbollah wskazywał na sporny obszar Mazari Szib (tzw. Farmy Szib), który od wojny sześciodniowej w 1967 roku jest okupowany przez Izrael. Został on wówczas zdobyty przez Izraelczyków na Syrii, jednak Liban orzekł, że jest to jego terytorium. Późniejsze badania przeprowadzone przez ONZ potwierdziły, że obszar ten w rzeczywistości powinien należeć do Libanu. W wyniku tego sporu, Hezbollah nadal utrzymywał w swojej retoryce zarzut izraelskiej okupacji terytorium Libanu. Gdy w styczniu 2004 roku dzięki niemieckiej mediacji doszło do przełomowej wymiany 450 libańskich więźniów w zamian za ciała trzech izraelskich żołnierzy oraz więzionego izraelskiego pułkownika, Izrael wyłączył z transakcji Samira Kuntara. Jego zwolnienie uzależniono od dostarczenia „konkretnych informacji na temat losu naszego nawigatora Rona Arada”. Gdy Hezbollah dostarczył informacje, Izrael orzekł, że są one nie wystarczające i odmówił uwolnienia Kuntara. Niektórzy stawiali później pytanie: „Czy warto było więzić Kuntara przez kilka dodatkowych lat, w zamian za uwikłanie się w drugą wojnę libańską?”. W ten sposób ukryta wojna pomiędzy Izraelem a Hezbollahem rozgrzewała się. W lipcu 2004 roku w Bejrucie został zamordowany lider Hezbollahu, Dżaleb Awali. Izrael stał się głównym podejrzanym. W odwecie snajper strzelający z libańskiej wioski Ajta asz-Szab zastrzelił dwóch izraelskich żołnierzy. Sekretarz generalny Hezbollahu Hasan Nasr Allah powiedział w styczniu 2005 roku, że w sprawie uwolnienia Kuntara i pozostałych libańskich więźniów „otwarte są wszystkie opcje”. Libański rząd zażądał wtedy, aby Izrael uwolnił wszystkich libańskich więźniów oraz zwrócił ciała zmarłych. Kolejnym palącym problemem były powtarzające się przypadki naruszania granicy izraelsko-libańskiej. Według libańskiego parlamentarzysty Nabih Berri, w latach 2000–2006 Libańczycy mniej niż 100 razy naruszyli „niebieską linię”, podczas gdy „liczba izraelskich naruszeń wyniosła w tym czasie 11782 razy, z powietrza, morza i lądu”. Wszystko to prowadziło do eskalacji napięcia na granicy.
W dniu 21 listopada 2005 roku grupa terrorystów Hezbollahu przeniknęła przez granicę w rejonie miejscowości Ghadżar. Podczas tej nieudanej próby porwania izraelskiego żołnierza, zginęło czterech libańskich terrorystów. W odpowiedzi Siły Obronne Izraela zbombardowały z powietrza i lądu pozycje Hezbollahu w południowym Libanie. Hezbollah odpowiedział ostrzałem rakietowym północnego Izraela. W dniu 26 maja 2006 roku w Sydonie został zabity lider Palestyńskiego Islamskiego Dżihadu, Mahmoud al-Majzoub. Oskarżenie o odpowiedzialność za zamach spadło na Izrael. W dwa dni później Hezbollah ostrzelał rakietami północny Izrael, na co w odwecie Siły Powietrzne Izraela zbombardowały bazy Hezbollahu. Była to najbardziej intensywna wymiana ognia na granicy izraelsko-libańskiej od 2000 roku. Została szybko przerwana ze względu na mediację i naciski ONZ. Izraelska armia pragnęła uniknąć konfrontacji z Hezbollahem, jednak dowództwo nie mogło podjąć żadnych działań bez udziału władz politycznych. Sztab Generalny Sił Obronnych Izraela zdawał sobie sprawę, że Hezbollah jest zainteresowany uderzeniem w izraelskie cele cywilne. Z tego powodu usiłowano unikać prowokacji i usunięto ze strefy przygranicznej wszystkie zbyteczne jednostki wojskowe. Działanie to miało także na celu zmniejszenie ryzyka uprowadzenia żołnierzy przez terrorystów Hezbollahu. Okazało się jednak, że w strefie przygranicznej swobodnie poruszały się osoby cywilne, które z łatwością mogły stać się celem libańskiego ataku i uprowadzenia. Posterunki graniczne obserwowały w miesiącach poprzedzających atak wzrost aktywności Hezbollahu, który w tym czasie szczegółowo rozpracował wielkość i dyslokację izraelskich jednostek wojskowych. Hezbollah przygotowywał już wówczas operację „Wolność dla Samira Kuntara i jego braci”, której nazwę później zmieniono na operacja „Prawdziwa Obietnica”. Hasan Nasr Allah powiedział później, że celem operacji było uprowadzenie izraelskich żołnierzy, aby ich wymienić za czterech libańskich więźniów przetrzymywanych w Izraelu:
- Samira Kuntara (Libańczyka zatrzymanego podczas ataku terrorystycznego w 1979 r., oskarżonego o zamordowanie cywili i funkcjonariusza policji),
- Nasima Nisra (obywatela Izraela i Libanu, oskarżonego przez Izrael o szpiegostwo),
- Dżahja Skafa (Libańczyka, który zdaniem Hezbollahu został zaaresztowany przez Izrael, czego nie potwierdziła strona izraelska),
- Ali Faratana (innego Libańczyka zdaniem Hezbollahu przetrzymywanego przez Izrael)[12].

Nasrallah stwierdził, że Izrael złamał obietnicę zwolnienia tych więźniów, a jedynym rozwiązaniem jest walka zbrojna z państwem żydowskim.

## Przebieg ataku

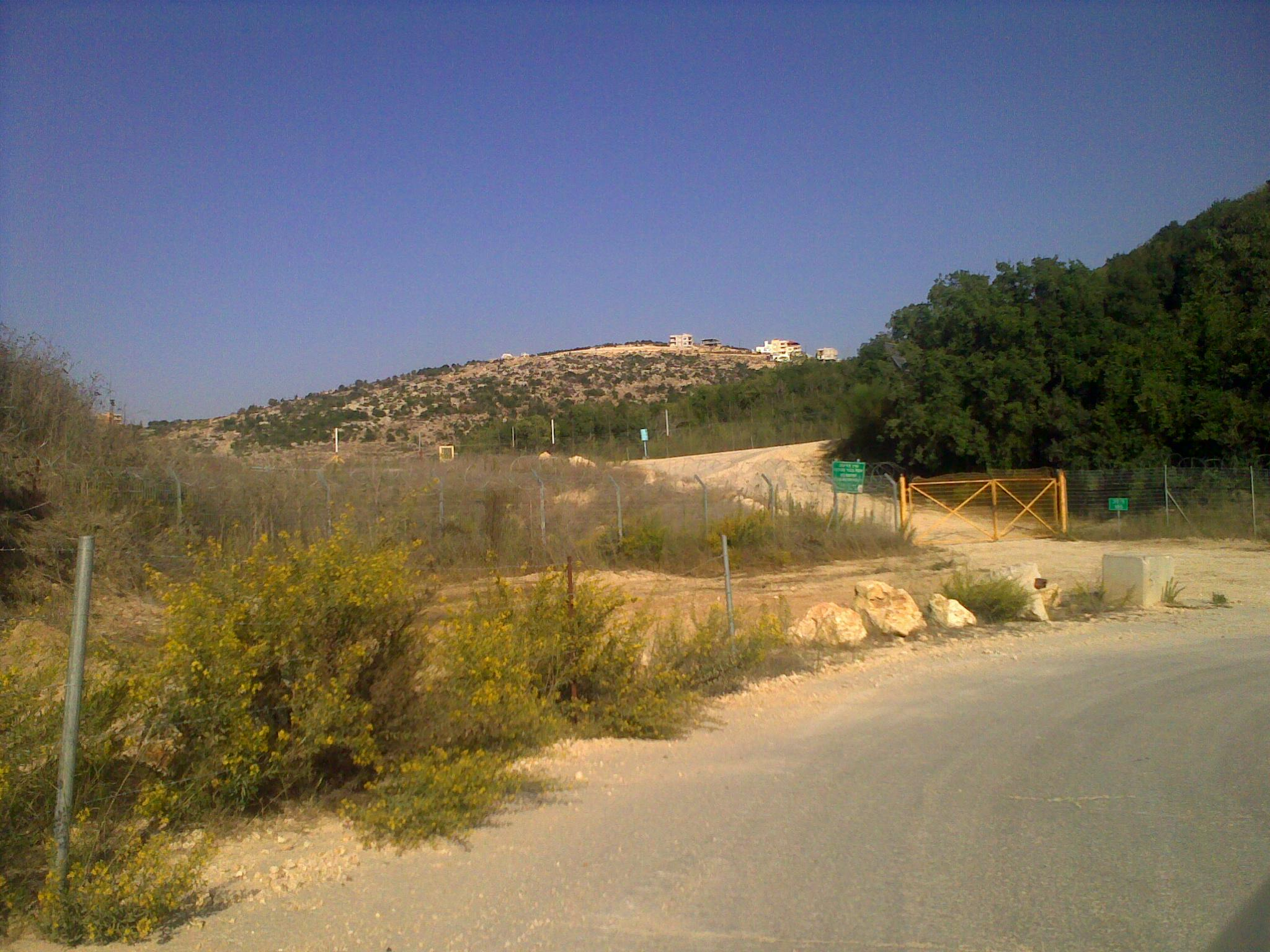
Miejsce infiltracji granicy pomiędzy moszawami Zarit i Szetula

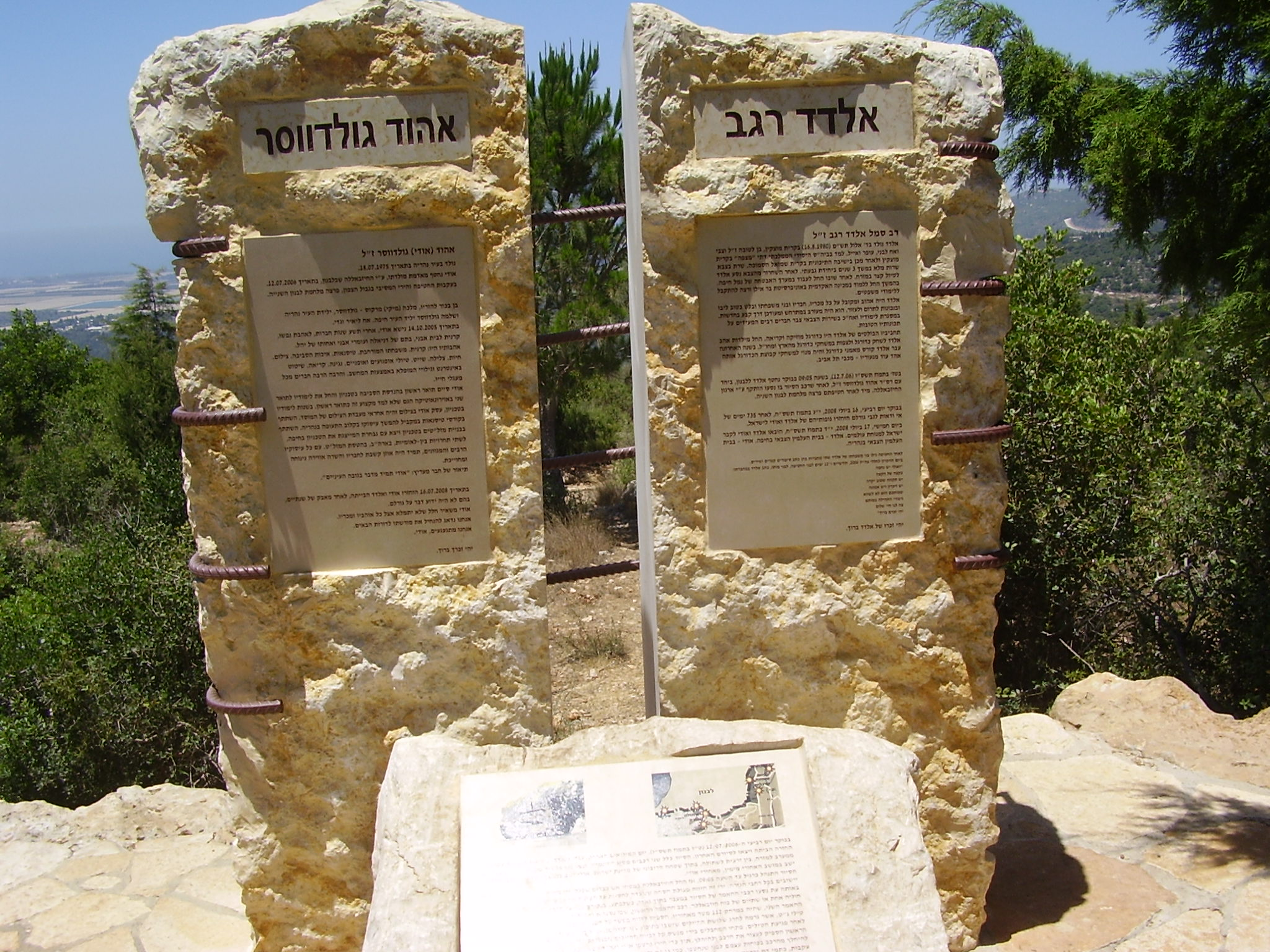
Pomnik sierżantów Ehuda Goldwassera i Eldada Regeva

### Infiltracja granicy
W dniu 12 lipca 2006 roku około godz. 8.07 czasu lokalnego, Hezbollah rozpoczął dywersyjny ostrzał rakietami Grad terytorium Izraela. Rakiety spadły na miejscowość Szelomi, oraz przygraniczne moszawy Ewen Menachem i Zarit. W wyniku tego ostrzału rannych zostało pięciu cywili. Terroryści wykorzystali chwilowe zamieszanie po stronie Izraela, i przekroczyli granicę. Infiltrację granicy przeprowadzono w „martwej strefie” płotu granicznego pomiędzy moszawami Zarit i Szetula, w miejscu niewidocznym z żadnego granicznego punktu obserwacyjnego. Terroryści przy pomocy drabin wspięli się na ogrodzenie, a następnie ukryli się w zalesionym wadi około 200 metrów po stronie izraelskiej granicy.

### Atak na izraelski patrol
Wzdłuż granicy z moszawu Zarit do moszawu Szetula jechały dwa izraelskie opancerzone samochody terenowe Humvee, wykonujące rutynowy patrol graniczny. Do ataku doszło 12 lipca 2006 roku o godz. 9.00 rano. Pojazdy Humvee zostały zaatakowane za pomocą eksplozji podłożonego materiału wybuchowego oraz przeciwpancernego pocisku kierowanego. Oba pojazdy zostały zniszczone. W ich wnętrzu zginęło trzech żołnierzy, jeden został ciężko ranny, a dwóch lekko ranionych. Pozostałych dwóch żołnierzy (sierżantów Ehuda Goldwassera i Eldada Regeva) wzięto do niewoli i uprowadzono w kierunku libańskiej wioski Ajta asz-Szab. Prawdopodobnie terroryści mieli po drugiej stronie granicy ukryty pojazd, który ułatwił im szybką ucieczkę z miejsca ataku. Całe zajście trwało nie więcej niż 10 minut. W tym czasie inni terroryści Hezbollahu ostrzelali z moździerzy siedem pobliskich izraelskich stanowisk obserwacyjnych, niszcząc kamery oraz linie komunikacyjne.

### Próba pościgu
Natychmiast po ustaniu ostrzału, dowództwo izraelskiej Dywizji Galil nakazało przeprowadzenie rutynowej kontroli wszystkich granicznych posterunków wojskowych. Bardzo szybko odkryto, że utracono kontakt z dwoma pojazdami Humvee patrolującymi granicę przy moszawie Zarit. W ciągu 20 minut od ataku, na miejsce zdarzenia dotarły ekipy ratownicze. Potwierdzono zniszczenie obu pojazdów, odkryto zabitych i rannych żołnierzy, oraz stwierdzono uprowadzenie dwóch żołnierzy. Ogłoszony natychmiast alarm uruchomił obowiązującą od 1986 roku w izraelskiej armii tajną Dyrektywę Hannibala. Dyrektywa ta stwierdzała, że w odpowiedzi na każde porwanie izraelskiego żołnierza musi być podjęta bez względu na życie jeńca próba jego odbicia przy pomocy wszelkich dostępnych środków. W zaistniałej sytuacji, dowództwo uruchomiło tę Dyrektywę. Na terytorium Libanu wysłano grupę pościgową z Brygady Pancernej Barak. Składała się ona z czołgu Merkawa Mk 2, transportera opancerzonego i śmigłowca wsparcia. Około godz. 11.00 grupa pościgowa wpadła w zasadzkę. W odległości 700 metrów na północ od granicy, czołg najechał na bombę o wadze ok. 200-300 kg materiałów wybuchowych. Wybuch całkowicie zniszczył czołg, zabijając na miejscu czterech członków jego załogi. Przez kilka kolejnych godzin trwało zacięte starcie pomiędzy izraelskimi żołnierzami a terrorystami Hezbollahu. Izraelczycy usiłowali wydobyć ze zniszczonego czołgu zwłoki zabitych żołnierzy, aby uniemożliwić w ten sposób Hezbollahowi uprowadzenie ciał. Starcie to trwało do około godz. 15.00. Zginął w nim kolejny izraelski żołnierz, a dwóch zostało lekko rannych. Szczątki zabitych czołgistów udało się wydobyć dopiero pod osłoną ciemności nocy.

## Konsekwencje ataku
Incydent graniczny w Zarit-Szetula został uznany przez Izrael jako „akt wojny” i Siły Obronne Izraela rozpoczęły działania zbrojne nazwane II wojną libańską. Hezbollah przez cały czas utrzymywał, że incydent, który doprowadził do eskalacji konfliktu, miał miejsce po libańskiej stronie granicy. Nazywał on wojnę izraelską „agresją”. Wojna zakończyła się 14 sierpnia 2006 roku zawieszeniem broni opartym na Rezolucji Rady Bezpieczeństwa ONZ nr 1701.
Początkowo Izrael zakładał, że uprowadzeni do niewoli izraelscy żołnierze są żywi. Pod koniec lipca 2006 roku wicepremier Szimon Peres zapewniał rodziny porwanych, że obaj są „żywi i zdrowi”. Dopiero opublikowany 6 grudnia 2006 roku raport oświadczał, że obaj żołnierze zostali podczas porwania krytycznie ranni. 29 czerwca 2008 roku premier Ehud Olmert oświadczył, że obaj jeńcy nie żyją. W dniu 16 lipca 2008 roku odbyła się wymiana 4 libańskich więźniów oraz 199 ciał zabitych bojowników libańskich i palestyńskich, w zamian za ciała Ehuda Goldwassera i Eldada Regeva. Badania zwłok wykazały, że obaj żołnierze zginęli podczas zasadzki 12 lipca 2006 roku. Goldwasser został śmiertelnie ranny w klatkę piersiową, gdy pocisk przeciwpancerny trafił w jego pojazd. Natomiast Regev został śmiertelnie postrzelony w głowę, prawdopodobnie gdy usiłował uciec z miejsca zasadzki.